# Constantius Gallus
Flavius Claudius Constantius Gallus (Massa, 325/326 - 354) was Romeins Caesar van 15 maart 351 tot 354 onder Constantius II.

## Jeugd
Gallus is geboren in 325 of 326 in Massa in Etrurië. Hij was de jongste van de drie kinderen die Julius Constantius, een halfbroer van Constantijn de Grote, met zijn eerste echtgenote Galla had. Gallus had een oudere broer, die in 337 werd vermoord op bevel van de zonen van Constantijn (Constantijn II, Constantius II en Constans), en een zus, die in 335 of 336 de eerste echtgenote van Constantius II werd. Hun beider namen zijn onbekend. Gallus had nog een halfbroer Julianus, die de zoon was van Julius Constantius en diens tweede vrouw Basilina, met wie hij was getrouwd na de dood van Galla op onbekende datum.
In tegenstelling tot zijn broer werd Gallus gespaard in de zuiveringen van 337, mogelijk omdat hij een ernstige ziekte had waarvan men dacht dat hij er aan zou bezwijken. Gallus' vader Julius Constantius werd ook gedood in 337.
Gallus en Julianus werden in opdracht van Constantius II samen geschoold en opgevoed in Macellum in Cappadocia in een groot paleis. Beiden kregen een christelijke opvoeding, de keizerlijke familie had zich toen onlangs bekeerd.

## Caesar
Op 15 maart 351 benoemde Constantius II Gallus tot Caesar (onderkeizer). Constantius moest op veldtocht gaan tegen de opstandige keizer Magnentius, die in Gallië zat en zijn broer Constans had laten vermoorden, en kon dus niet zijn aandacht bij het oosten van het rijk houden. Omdat hij zelf geen kinderen had benoemde hij zijn neef Gallus als opvolger. Gallus trouwde toen ook met Constantina, de oudere zus van Constantius, die eerder Vetranio steunde en de vrouw was van Hannibalianus. Ze kregen samen een dochter, maar haar naam en lot zijn niet bekend.
Een van de eerste problemen voor Gallus als Caesar was de Joodse opstand die (mogelijk reeds een jaar eerder) was uitgebroken in Palestina (in de Dioecesis Orientis). Gallus' troepen, onder leiding van generaal Ursicinus, sloegen de opstand hardhandig neer. Verschillende steden in de provincie werden met de grond gelijk gemaakt, waaronder Diocaesarea, Tiberias en Diospolis, en duizenden mensen werden gedood.
Gallus was onderkeizer in het gebied dat regelmatig werd bedreigd door Perzische troepen. Constantius II had echter in 350 vrede met hen gesloten en koning Shapur II had zijn legers teruggetrokken om vijanden aan de andere kant van zijn rijk het hoofd te bieden. Vrede tussen Romeinen en Perzen duurde over het algemeen echter niet erg lang en in 354 was Constantius dan ook met zijn leger onderweg naar Hierapolis Bambyce. Waarschijnlijk is de invasie afgeblazen en is hij daar nooit aangekomen, en heeft Gallus zelf nooit de strijd aangevoerd tegen de Perzen.
Tijdens Gallus' regering ontstond door droogte een gebrek aan graan. Hoewel Gallus pogingen deed hier iets aan te doen ondervond hij hevige tegenstand van de senatoren in Antiochië. Het volk, dat de rekening van het schaarse graan uiteindelijk moest betalen, was woedend en Gallus leidde hun boosheid naar Theophilus, de consul van de provincie Syria. Een woeste meute lynchte Theophilus en stak huizen van rijke inwoners in brand.
Gallus maakte zich met verschillende andere acties onpopulair bij de aristocratie en er werden dan ook plannen gesmeed om hem af te zetten. Gallus kwam hierachter en executeerde verschillende mensen na rechtszaken in Antiochië, hoewel de onschuld van een aantal van hen vaststaat.

## Gallus' dood
Ook Constantius II was niet blij met het gedrag van Gallus en toen hij begin 354 hoorde van deze executies besloot hij orde op zaken te stellen. Magnentius was inmiddels verslagen, maar Constantius was verwikkeld in een strijd met de Alamannen. Hij sloot vrede en gebood dat eerst Ursicinus (die hij ervan verdacht zijn eigen zoon op de troon te willen zetten) en daarna ook Gallus en Constantina naar Milaan kwamen. Constantina vertrok eerst, in de hoop Constantius mild te stemmen, maar zij zou nooit aankomen in Milaan, daar zij onderweg ziek werd en stierf te Caeni Gallicani in Bithynia.
Gallus bleef echter achter in Antiochië, omdat hij Constantius niet vertrouwde. Onder het voorwendsel dat hij in Milaan tot Augustus (medekeizer) benoemd zou worden, vertrok hij toch. In Petobio in Noricum werd hij opgepakt door troepen van Constantius II en afgezet. Zij beloofden hem dat hem niets zou gebeuren en ondervroegen hem over de rechtszaken in Antiochië. Gallus probeerde zich te onttrekken van verantwoordelijkheid en zei dat Constantina achter de acties zat. Toen Constantius hoorde over deze laster over zijn zuster gaf hij het bevel om Gallus te executeren. Zonaras meldt dat Constantius zich later bedacht, maar dat Eusebius, zijn magister equitum ervoor zorgde dat dit bericht de beulen niet zou bereiken. Gallus werd dus op 29-jarige leeftijd geëxecuteerd.